# Det sista äventyret (film)
Det sista äventyret är en svensk långfilm från 1974 i regi av Jan Halldoff. I huvudrollerna ses Göran Stangertz och Ann Zacharias. Filmen är tillåten från 15 år  och baserad på Per Gunnar Evanders roman med samma namn, vilken utkom 1973.

## Om filmen
Filmen hade premiär den 24 oktober 1974 på biograferna Saga vid Kungsgatan i Stockholm  och Prisma vid Järntorget i Göteborg.
Det sista äventyret har visats i SVT, bland annat 1986, 1993, 1998, 2021 och i juni 2023.

## Rollista
- Göran Stangertz – Karl-Erik "Jimmy" Mattsson
- Ann Zacharias – Helfrid
- Marianne Aminoff – Jimmys mor
- Tomas Bolme – doktor Davidsson
- Åke Lindström – rektorn
- Birger Malmsten – kapten Florin
- Margit Carlqvist – Sally
- Berto Marklund – Bruno
- Nils Hallberg – Raymond
- Anne-Sofie Nielsen – Linnéa
- Stig Johanson – Valdemar
- Gösta Krantz – kaptenen
- Charlie Elvegård – Sven
- Bo-Ivan Petersson – löjtnanten
- Kerstin Österlin – Kerstin
- Elisabeth Nordkvist – Anita
- Wallis Grahn – Katarina
- Bengt Sundmark – Kerstins far
- Ingrid Backlin – Kerstins mor
- Ingrid Furugård – Helfrids klasskamrat
- Karin Ekblad – sköterska
- Leif Möller – Erik Broman
- Jan-Olof Segemark – kamrat
- Janne "Loffe" Carlsson – radioröst
- Sten Lundblad – vårdare

## Priser och utmärkelser
- 1974 – Chaplin-priset
- 1975 – Guldbagge (för bästa skådespelare, Göran Stangertz)